# ASD Verucchio
Associazione Sportiva Dilettantistica Verucchio Calcio – włoski klub piłkarski z siedzibą w miejscowości Villa Verucchio w regionie Emilia-Romania.

## Historia
Klub założono w 1957 roku jako US Virtus Villa. Od początku swojego istnienia ma on status amatorski. W latach 2000–2005 występował on pod nazwą AS Virtus Villa. W latach 2003–2006 oraz 2008 szkoleniowcem Verucchio był Giampaolo Mazza, pełniący wówczas jednocześnie funkcję selekcjonera reprezentacji San Marino. W sezonie 2004/05 pod jego wodzą Verrucchio po raz pierwszy w historii wywalczyło awans do Serie D (V szczebel rozgrywkowy), po czym nazwę klubu przemianowano na ASD Verucchio.
W sezonie 2005/06 ASD Verrucchio zajęło 7. lokatę w grupie C, co jest najlepszym dotychczasowym osiągnięciem klubu. Napastnik Ignazio Damato z 20 bramkami został najlepszym strzelcem grupy. W sezonie 2006/07 Verucchio wystąpiło w barażu o utrzymanie w Serie D, w którym wyeliminowało US Pergolese (1:1, 3:2). W sezonie 2007/08 klub ponownie uczestniczył w barażu, tym razem przeciwko AC Castellana (1:3, 4:3), po którym został zdegradowany do Eccellenzy. W sezonie 2016/17 ASD Verucchio rywalizuje w rozgrywkach Prima Categoria.
Chronologia nazw
- 1957–2000: Unione Sportiva Virtus Villa
- 2000–2005: Associazione Sportiva Virtus Villa
- od 2005: Associazione Sportiva Dilettantistica Verucchio Calcio

## Barwy
Oficjalnymi barwami ASD Verucchio są kolory różowy i czarny.

## Stadion
ASD Verucchio rozgrywa swoje mecze na stadionie Nuovo Centro Sportivo zlokalizowanym przy Via Aldo Moro w centrum Villa Verucchio. Obiekt może pomieścić 1090 widzów.

## Znani piłkarze
- Ignazio Damato
- Mattia Stefanelli
- Carlo Valentini